# Yūto Kazama
Yūto Kazama (風間 勇刀 Kazama Yūto?, nacido el 30 de septiembre de 1971) es un seiyū nacido en Tokio. Es conocido por su papel en Digimon Adventure en donde interpretó al personaje Yamato Ishida, y también en su reconocido papel como Zero en Mega Man Zero y Model Z en Mega Man ZX.

## Papeles importantes

### Anime
- Ask Dr. Rin! (Takashi Tokiwa)
- Busō Renkin (Hideyuki Okakura)
- Digimon Adventure (Yamato Ishida)
- Digimon Adventure 02 (Yamato Ishida)
- Kanokon (Saku Ezomori)
- Pokémon (Homura)
- Pokémon: Diamond & Pearl (Koki)
- The Prince of Tennis (Billy Cassidy)
- Psychic Academy (Jyuo)
- Transformers: Galaxy Force (FangWolf/Snarl)
- Sousei No Aquarion (Glenn Anderson)

### Videojuegos
- Serie de Rockman Zero / Mega Man Zero  (Zero)
- Rockman ZX (Girouette, Model Z)
- SNK vs. Capcom: Chaos (Zero)

### Doblaje
- Power Rangers Lost Galaxy (Deviot)